# Näljänkäjärvi
Näljänkäjärvi eller Näljängänjärvi är en sjö i Finland. Den ligger i kommunen Suomussalmi i landskapet Kajanaland, i den centrala delen av landet, 600 km norr om huvudstaden Helsingfors. Näljänkäjärvi ligger 185 meter över havet. Den är 10 meter djup. Arean är 3,31 kvadratkilometer och strandlinjen är 13,21 kilometer lång. Sjön  ingår i Ijo älvs huvudavrinningsområde. 